# Harald Czudaj
Harald Czudaj (n. 14 februarie 1963, Wermsdorf, Saxonia, Germania) este un bober german, medaliat olimpic. A participat la 3 ediții ale Jocurilor Olimpice (1992, 1994, 1998) în care a câștigat o medalie de aur.